# Beretvás Hugó
Beretvás Hugó (eredeti neve: Reinitz Hugó; 1903-ig) (Pest, 1872. július 24. – Budapest, 1940. március 6.) magyar zeneszerző.

## Életpályája
Hans Richter tanítványa volt. Ezt követően egy ideig a bécsi operaház korrepetitoraként működött.
Ady Endre műveinek első megzenésítője volt. Zenekari műveket (Szeretnék szántani), kamarazenét, orgonaműveket, egyházi zenét (Assisi Szent Ferenc), kantátát (Szent István mene Szentmártonba, Éji látogatás, ballada), dalokat szerzett.

## Családja
Szülei Reinitz Sámuel és Zwack Hermin voltak.1898. április 16-án, Budapesten házasságot kötött Heller Ilonával.
Sírja a Farkasréti temetőben található (37/1-1-59/60).

## Művei
- Assisi Szent Ferenc (1926)